# فولرسرودا
فولرسرودا (به آلمانی: Vollersroda) یک شهر در آلمان است که در وایمارر لاند واقع شده‌است. فولرسرودا ۲۰۹ نفر جمعیت دارد.